# Noël Roquevert
« Roquevert » redirige ici. Pour l’article homophone, voir Roquevaire.
Noël Bénévent, dit Noël Roquevert ou simplement Roquevert, est un acteur français, né le 18 décembre 1892 à Doué-la-Fontaine (Maine-et-Loire) et mort le 6 novembre 1973 à Douarnenez (Finistère).

## Biographie

### Jeunesse
Fils d'Auguste Edmond Bénévent et Marie-Louise Epelly, tous deux artistes dramatique ambulants et respectivement originaires d'Yvré-le-Pôlin (Sarthe) et de Fontenay-le-Comte (Vendée), Noël Louis Raymond Bénévent, dit Noël Roquevert, naît sur la place du champ de foire durant une tournée à Doué-la-Fontaine le 18 décembre 1892,. Il débute dès son plus jeune âge dans des rôles de figuration aux côtés de ses parents (à l'âge de six mois, il serait déjà apparu sur scène dans Le Bossu incarnant la jeune Aurore de Nevers). Puis, joue à 5 ans, aux côtés de sa sœur Antoinette (de 4 ans son ainée) (1888-1984), dans le rôle de Claudinet, dans un mélodrame classique de l’époque, « Les deux gosses ».
Sapeur-télégraphiste pendant la Première Guerre mondiale, il sert aux armées pendant toute la guerre et est démobilisé en août 1919. Cela lui vaut la Médaille interalliée. La paix revenue, il commence à gagner sa vie dans les théâtres parisiens et entame une longue carrière durant laquelle il participera à près de cent cinquante pièces et plus de cent quatre-vingts films.

### Carrière
En 1920, Cora Laparcerie lui offre son premier rôle dans une pièce intitulée Mon homme au théâtre de la Renaissance. Il est remarqué par Sacha Guitry et Max Linder. Il fait une première apparition au cinéma dans le film L'Étroit Mousquetaire de Max Linder en 1922 dans un tout petit rôle qu'il qualifiera lui-même d'embryonnaire. Il attendra cependant la quarantaine et l'arrivée du cinéma parlant pour voir véritablement décoller sa carrière, dans des seconds rôles.
On l'aperçoit en Cosaque dans Tarass Boulba en 1935 de Alexis Granowsky avec Harry Baur, puis, la même année, dans La Bandera en sergent dans un train.
Il participe à des opérettes : Histoire de chanter en 1946 avec Luis Mariano,  Andalousie en 1950 avec Carmen Sevilla.
Noël Roquevert est omniprésent dans le cinéma français. Il tourne pendant la guerre avec des réalisateurs reconnus, tels qu'Henri-Georges Clouzot dans L'Assassin habite au 21, qui lui réserve le rôle d'un médecin colonial en retraite Linz, mais aussi dans Le Corbeau. Dans les décennies qui suivent la Seconde Guerre mondiale, il est au générique dans Les Diaboliques d'Henri-Georges Clouzot, Le Mouton à cinq pattes et Un singe en hiver d'Henri Verneuil, Le Majordome de Jean Delannoy ou Marie-Octobre de Julien Duvivier.
Il pouvait aussi bien jouer des rôles de gentils comme Landru, le boutiquier artificier farfelu dans Un singe en hiver, que de méchants dans Fanfan la Tulipe de Christian-Jaque (1951).
Il a également fait de la télévision, comme dans la série Jacquou le Croquant.
En 1965, il est victime d'un infarctus et soigné à l'hôpital Lariboisière.
Son dernier film est Le Viager de Pierre Tchernia, en 1972 : il y joue le patriarche de la famille Galipeau.

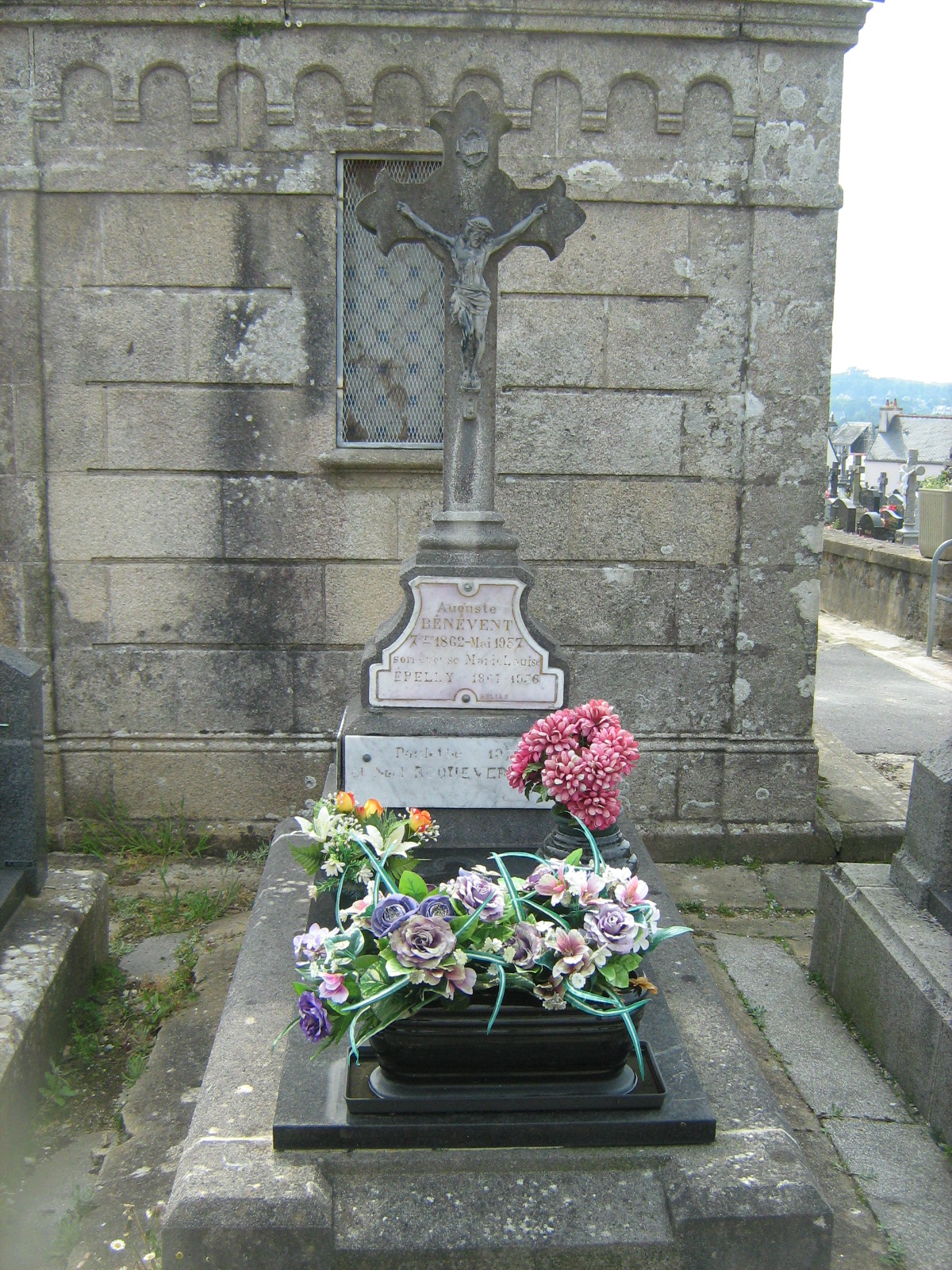
Tombe de Noël Roquevert au cimetière de Ploaré, à Douarnenez.

Il privilégiait le plaisir de vivre et, par exemple, refusait de jouer dans des films ou des pièces si les dates lui faisaient rater l'ouverture de la chasse. Cela ne l'empêcha pas d'accéder à la célébrité pour ses seconds rôles.

### Image publique
Pour beaucoup, son nom évoque un sourcil froncé sur un petit œil rond, inquisiteur et inquiétant, une voix martelant chaque phrase, une moustache taillée avec soin, souvent dans un style d'adjudant de compagnie, de surveillant général ou de contremaître, prompt à faire respecter le règlement et la discipline.

### Vie privée
Il se marie, le 2 février 1926 à Paris 20e avec Blanche Marie-Louise Rouillon avec laquelle il demeure 19 rue du Soleil. Il divorcent le 12 février 1936. 
Il se marie en seconde noces le 7 mai 1938 à Paris 9e avec Marie-Paule Cœuré dite Paulette Noizeux avec laquelle il demeure 42 rue de La Tour-d'Auvergne.
Il est le neveu de l'acteur et réalisateur Émile Vardannes.

#### Mort
Il meurt peu après le décès de sa seconde femme, Paulette Noizeux, emporté par une crise cardiaque dans sa résidence bretonne de Douarnenez.
Il est inhumé au cimetière de Ploaré, quartier situé à Douarnenez (Finistère), auprès de ses parents.

## Filmographie

### Années 1920 et 1930
- 1921 : Les Deux mousquetaires et demi[réf. souhaitée]
- 1932 : Tumultes, de Robert Siodmak : Un gardien de prison[réf. souhaitée]
- 1934 : Cartouche, de Jacques Daroy : le sergent recruteur
- 1934 : Liliom, de Fritz Lang : Le brigadier
- 1935 : La Bandera, de Julien Duvivier : Le sergent du train
- 1936 : La Terre qui meurt, de Jean Vallée : (?)
- 1936 : Tarass Boulba de Alexis Granowsky : Un cosaque
- 1936 : La Porte du large, de Marcel L'Herbier : M. Malée
- 1937 : Miarka, la fille à l'ourse, de Jean Choux : (?)
- 1937 : Marthe Richard, au service de la France, de Raymond Bernard : Un officier de marine
- 1938 : Trois Valses, de Ludwig Berger : Le douanier de l'aérodrome
- 1938 : Barnabé, d'Alexander Esway : Hilaire, le garde-chasse
- 1938 : Entrée des artistes, de Marc Allégret : M. Pignolet
- 1939 : La Belle Revanche, de Paul Mesnier : Le brocanteur
- 1939 : Thérèse Martin, de Maurice de Canonge : Le colonel d'Estange
- 1939 : Les Otages, de Raymond Bernard : le garde-champêtre
- 1939 : Le chasseur de chez Maxim's, de Maurice Cammage : (?)

### Années 1940
- 1940 : Chantons quand même, de Pierre Caron : Le vieux villageois
- 1940 : Paris-New York, d'Yves Mirande : Un policier
- 1940 : Les Musiciens du ciel, de Georges Lacombe : Le commissaire de police
- 1940 : Ils étaient cinq permissionnaires (sorti en 1945), de Pierre Caron : Le coiffeur
- 1941 : Moulin-Rouge, d'André Hugon : Le démarcheur
- 1941 : Parade en sept nuits, de Marc Allégret : L'inspecteur Laurent, l'adjoint
- 1942 : Mam'zelle Bonaparte, de Maurice Tourneur : M. Criscelli
- 1942 : Les Inconnus dans la maison, d'Henri Decoin : Le commissaire Binet
- 1942 : L'Assassin habite au 21, d'Henri-Georges Clouzot : Le docteur Théodore Linz
- 1942 : Le journal tombe à cinq heures, de Georges Lacombe : Le capitaine Le Goff
- 1942 : Le Voile bleu, de Jean Stelli : L'inspecteur Duval
- 1942 : La Symphonie fantastique, de Christian-Jaque : Le gendarme
- 1942 : Le Destin fabuleux de Désirée Clary, de Sacha Guitry : M. Fouché
- 1942 : Dernier Atout, de Jacques Becker : L'inspecteur Gonzalès
- 1943 : Picpus, de Richard Pottier : M. Arno de Bédarieu
- 1943 : Vingt-cinq Ans de bonheur, de René Jayet : M. Barbier
- 1943 : Pierre et Jean, d'André Cayatte : M. Marcel Roland, le boutiquier
- 1943 : Le Corbeau, d'Henri-Georges Clouzot : M. Saillens (le directeur d'école), frère de Denise
- 1943 : La Main du diable, de Maurice Tourneur : M. Mélisse
- 1944 : La Vie de plaisir, d'Albert Valentin : Maître Marion
- 1946 : Le Dernier Sou, d'André Cayatte : M. Stéfani, l'escroc
- 1946 : Roger la honte, d'André Cayatte : Le brigadier
- 1946 : La Rose de la mer de Jacques de Baroncelli : La Galloche
- 1946 : Sérénade aux nuages, d'André Cayatte : Le comte Fabrice
- 1946 : L'Affaire du Grand Hôtel, d'André Hugon : M. Léon
- 1947 : Le destin s'amuse, de Emil-Edwin Reinert : Tonton
- 1947 : Dernier Refuge, de Marc Maurette : M. Beauchamp
- 1947 : Histoire de chanter, de Gilles Grangier : Le docteur Gaston Renault
- 1947 : Le Village perdu, de Christian Stengel : Le père Landrin, paysan
- 1947 : Antoine et Antoinette, de Jacques Becker : M. Roland (le patron de l'épicerie)
- 1948 : Croisière pour l'inconnu, de Pierre Montazel : M. Kohlman
- 1949 : Du Guesclin, de Bernard de Latour : Jagu, le compagnon de Du Guesclin
- 1949 : La Cage aux filles, de Maurice Cloche : M. Antoine Beaudoin, le beau-père de Micheline
- 1949 : Ronde de nuit, de François Campaux : M. Brécard
- 1949 : Retour à la vie Sketch: "Le retour de Jean", d'Henri-Georges Clouzot : Le commandant

### Années 1950
- 1950 : Véronique, de Robert Vernay : M. Joseph
- 1950 : Adémaï au poteau-frontière, de Robert Vernay : (?)
- 1950 : Justice est faite, d'André Cayatte : M. Théodore Andrieux, commandant en retraite
- 1950 : Méfiez-vous des blondes, d'André Hunebelle : Le commissaire Bénard
- 1950 : Les femmes sont folles, de Gilles Grangier : Le capitaine Cabriac
- 1951 : Ma femme est formidable, d'André Hunebelle : Le directeur de l'hôtel
- 1951 : Pas de vacances pour Monsieur le Maire, de Maurice Labro : L'oncle Joachim
- 1951 : La Passante, d'Henri Calef : M. Raoul Pomont, commerçant
- 1951 : Andalousie, de Robert Vernay : M. Ricardo Garcia
- 1951 : El sueño de Andalucia - Version espagnole du film précédent - de Luis Lucia : M. Ricardo Garcia
- 1951 : Le Plus Joli Péché du monde, de Gilles Grangier : M. Georges Lebreton dit: "L'oncle Géo"
- 1951 : Un amour de parapluie -court métrage-, de Jean Laviron : L'ami du touriste canadien
- 1951 : Cent ans de gloire -moyen métrage, documentaire- de Serge de Poligny : Le médaillé militaire
- 1952 : Rome-Paris-Rome (Signori in carrozza), de Luigi Zampa : (?)
- 1952 : Elle et moi, de Guy Lefranc : M. Belhomme, l'original
- 1952 : Fanfan la Tulipe, de Christian-Jaque : Le sergent Fier-à-Bras
- 1952 : L'Agonie des aigles, de Jean Alden-Delos : Le capitaine Doguereau, ancien grenadier
- 1952 : Le Rideau rouge ou Ce soir on joue Mac-Beth, d'André Barsacq : M. Sigurd, l'acteur raté
- 1952 : Le Trou normand, de Jean Boyer : Le docteur Aubert, Maire du village de Courteville
- 1953 : Deux de l'escadrille, de Maurice Labro : (?)
- 1953 : Les Détectives du dimanche, de Claude Orval : M. Barquet, quinquagénaire
- 1953 : Les Compagnes de la nuit, de Ralph Habib : Le souriant
- 1953 : Maternité clandestine, de Jean Gourguet : Le père de Jacques
- 1953 : Capitaine Pantoufle, de Guy Lefranc : M. Cochard, le beau-père d'Emmanuel
- 1953 : Mon frangin du Sénégal, de Guy Lacourt : M. Bridoux, l'épicier (père d'Annette)
- 1953 : Le Dortoir des grandes, d'Henri Decoin : Emile, l'aubergiste
- 1954 : Mourez, nous ferons le reste, de Christian Stengel : M. Mathurin, le centenaire
- 1954 : Le Mouton à cinq pattes, d'Henri Verneuil : Antoine Brissard
- 1954 : Nana, de Christian-Jaque : M. Steiner
- 1954 : Cadet Rousselle, d'André Hunebelle : M.. Berton (le chef de la police)
- 1954 : Le Secret d'Hélène Marimon, d'Henri Calef : L'oncle de Jacques
- 1954 : C'est... la vie parisienne, d'Alfred Rode : M. Noël Le Garrec
- 1954 : Madame du Barry, de Christian-Jaque : M. Guillaume Du Barry
- 1954 : Un homme en or Pour la télévision, de Jean Kerchbron : (?)
- 1954 : Le Comte de Monte-Cristo, de Robert Vernay : M. Nortier de Villefort dans la première époque.
- 1955 : Le Dossier noir, d'André Cayatte : Le commissaire Franconi
- 1955 : On déménage le colonel, de Maurice Labro : Le colonel de La Ribaudière
- 1955 : La Soupe à la grimace, de Jean Sacha : M. Donegal Reed, le contremaître
- 1955 : Les Diaboliques, d'Henri-Georges Clouzot : M. Herboux; le locataire
- 1955 : Tant qu'il y aura des femmes d'Edmond T. Gréville : (?)
- 1955 : Napoléon, de Sacha Guitry : Le général Cambronne
- 1955 : Chantage, de Guy Lefranc : M. Boussardel, l'homme à tout faire
- 1955 : L'Impossible Monsieur Pipelet, d'André Hunebelle : Le colonel (un des locataires de l'immeuble)
- 1955 : La Madelon, de Jean Boyer : Le commandant Martin
- 1956 : La Bande à papa, de Guy Lefranc : M. Joseph Jérôme dit : "Le grand J", chef de bande
- 1956 : Toute la ville accuse, de Claude Boissol : M. Duplantin
- 1956 : La Terreur des dames ou Ce cochon de Morin, de Jean Boyer : M. Bonnel
- 1956 : Les Lumières du soir, de Robert Vernay : Le quincailler
- 1956 : Fernand cow-boy, de Guy Lefranc : Le shérif
- 1956 : La vie est belle, de Roger Pierre et Jean-Marc Thibault : Le directeur
- 1956 : Club de femmes de Ralph Habib : Le notaire
- 1957 : Nous autres à Champignol, de Jean Bastia : M. Dugenest
- 1957 : À pied, à cheval et en voiture, de Maurice Delbez : M. Guillard
- 1957 : Ce joli monde, de Carlo Rim : Le commandant des scouts
- 1957 : Le Coin tranquille ou Déshabillez-vous, mesdames, de Robert Vernay : M. Mathieu, le propriétaire
- 1957 : Donnez-moi ma chance ou Piège à filles, de Léonide Moguy : M. Saint-Vallier
- 1957 : Une Parisienne, de Michel Boisrond : M. d'Herblay
- 1957 : Quelle sacrée soirée ou Nuit blanche et rouge à lèvres, de Robert Vernay : Le colonel Charles Dupont
- 1957 : Ah ! Quelle équipe, de Roland Quignon : M. Baton
- 1957 : L'Auberge en folie, de Pierre Chevalier : M. Portafaux, le voisin grincheux
- 1957 : Mademoiselle et son gang, de Jean Boyer : L'inspecteur Bourdieux
- 1957 : Une nuit au Moulin-Rouge, de Jean-Claude Roy : M. Gaston Guillaumet
- 1957 : La Peau de l'ours, de Claude Boissol : Le commissaire Reboux
- 1958 : La Moucharde, de Guy Lefranc : Maître Perceval
- 1958 : C'est la faute d'Adam, de Jacqueline Audry : Le comte Antoine de Casembon
- 1958 : Le désir mène les hommes, d'Émile Roussel : Le parrain
- 1958 : Sacrée Jeunesse, de André Berthomieu : M. Orville, l'assureur
- 1958 : Suivez-moi jeune homme, de Guy Lefranc : M. Robillard, le directeur de l'agence de détectives
- 1958 : À pied, à cheval et en Spoutnik, de Jean Dréville : Le maire du village
- 1958 : La loi, c'est la loi (Legge e legge), de Christian-Jaque : Le gendarme Malandin
- 1959 : Marie-Octobre, de Julien Duvivier : M. Étienne Vandamme, contrôleur des contributions
- 1959 : Le Gendarme de Champignol, de Jean Bastia : Le capitaine de gendarmerie Raspec
- 1959 : Archimède le clochard, de Gilles Grangier : Le commandant en retraite Brossard
- 1959 : Faibles Femmes, de Michel Boisrond : M. Edouard Maroni, le père d'Hélène
- 1959 : Babette s'en va-t-en guerre, de Christian-Jaque : Gustave, le patron
- 1959 : Voulez-vous danser avec moi ?, de Michel Boisrond : M. Albert Decauville-Lachené, banquier
- 1959 : Houla-Houla, de Robert Darène : M. Dorand
- 1959 : Soupe au lait, de Pierre Chevalier : M. Antoine Berthaut, maître d'armes
- 1959 : Nathalie, agent secret, d'Henri Decoin : M. Pierre Darbond

### Années 1960
- 1960 : Marie des Isles, de Georges Combret : Baracuda, le pirate
- 1960 : Certains l'aiment froide ou Les Râleurs font leur beurre, de Jean Bastia : Maitre Leboiteux, notaire
- 1960 : La Française et l'Amour, film à sketches : Le colonel Chappe, dans le sketch l'Enfance, réalisé par Henri Decoin
- 1960 : Les portes claquent, de Jacques Poitrenaud et Michel Fermaud : André Costier, le père
- 1961 : À rebrousse-poil ou Les Piqués ou Les Mordus, de Pierre Armand : Le colonel irascible
- 1961 : Le Masque de fer, d'Henri Decoin : M. de Saint-Mars
- 1962 : Snobs !, de Jean-Pierre Mocky : Le général Pierre de Castignac
- 1962 : L'assassin est dans l'annuaire ou Cet imbécile de Rimoldi, de Léo Joannon : Le monsieur de l'avenue des tilleuls
- 1962 : Comment réussir en amour, de Michel Boisrond : Le directeur des éditions
- 1962 : Un singe en hiver, d'Henri Verneuil : M.. Landru (le patron du bazar)
- 1962 : Cartouche, de Philippe de Broca : Le sergent recruteur
- 1962 : Le Diable et les Dix Commandements, de Julien Duvivier : L'inspecteur dans le sketch "Tu ne déroberas point"
- 1962 : Jusqu'à plus soif de Maurice Labro : Le père Soulage
- 1962 : Conduite à gauche, de Guy Lefranc : Francis
- 1962 : Les Filles de La Rochelle, de Bernard Deflandre : Le roi Charles VI
- 1962 : Les Mystères de Paris, d'André Hunebelle : M. Pipelet, le concierge
- 1963 : Les Veinards, film à sketches : Le Bijoutier, dans le sketch Le Gros Lot, réalisé par Jack Pinoteau
- 1963 : Cadavres en vacances ou "Pas si folles les guêpes", de Jacqueline Audry : Le commissaire Mercadier
- 1963 : Le Coup de bambou de Jean Boyer : Le docteur Séverin
- 1963 : Règlements de comptes, de Pierre Chevalier : M. Léger
- 1963 : Une blonde comme ça ou "Miss Shumway jette un sort", de Jean Jabely : M. Léopold Shumway
- 1963 : À toi de faire... mignonne, de Bernard Borderie : Le général Jean Walker
- 1963 : L'Honorable Stanislas, agent secret, de Jean-Charles Dudrumet : Le commissaire Mouton
- 1963 : La Chaste Suzanne (La casta Susana), de Luis César Amadori : Pomarel
- 1963 : La Mer à boire (Mare matto), de Renato Castellani : L'avocat
- 1963 : Clémentine chérie, de Pierre Chevalier : Le concierge F.B.I
- 1963 : L'assassin connaît la musique..., de Pierre Chenal : Papa Duvillard
- 1963 : Trois de perdues (Tre piger i Paris), film inédit de Gabriel Axel : M. Maurice
- 1963 : Un coup dans l'aile - (Pour la télévision), de Claude Barma : L'examinateur
- 1964 : L'Âge ingrat, de Gilles Grangier : L'estivant récalcitrant
- 1964 : L'assassin viendra ce soir, de Jean Maley : Le commissaire Henri Muller
- 1964 : Que personne ne sorte, d'Ivan Govar : Le révérend Murdoch
- 1964 : L'Étrange Auto-stoppeuse, film inédit de Jean Darcy et Raoul André : (?)
- 1964 : Le Petit Monstre, film inédit de Jean-Paul Sassy : (?)
- 1964 : Patate, de Robert Thomas : M. Michalon
- 1964 : Les Barbouzes, de Georges Lautner : Le colonel Lanoix
- 1964 : Les Mordus de Paris, de Pierre Armand : (?)
- 1964 : La Chasse à l'homme, d'Édouard Molinaro : Le beau-père
- 1965 : Merveilleuse Angélique, de Bernard Borderie : Bourjus, l'aubergiste
- 1965 : Le Majordome, de Jean Delannoy : Maître de Royssac, avocat général
- 1965 : Sursis pour un espion, de Jean Maley : (?)
- 1965 : Pas de caviar pour tante Olga, de Jean Becker : Edouard, le valet de chambre
- 1965 : L'Or du duc, de Jacques Baratier : Le général de Bonneguerre
- 1965 : Un milliard dans un billard, de Nicolas Gessner : (?)
- 1965 : La Misère et la gloire - (Pour la télévision, tourné en deux parties), d'Henri Spade : M. Deviolaine
- 1965 : La Queue du diable - (Pour la télévision), d'André Leroux : (?)
- 1966 : Le Jardinier d'Argenteuil, de Jean-Paul Le Chanois : Le patron du restaurant
- 1966 : La Ligne de démarcation, de Claude Chabrol : Eugène Menetru, patron du café
- 1966 : Le Grand Restaurant, de Jacques Besnard : Le ministre de l'Intérieur
- 1966 : Les Combinards (La fabbrica dei soldi : Sketch: Imbroglio d'amore), de Jean-Claude Roy : Le commissaire
- 1967 : Deslouettes père et fils, feuilleton télévisé en 6 épisodes de 25 min, d'Arlen Papazian et Claude Robrini : (?)
- 1967 : Les Créatures du bon-dieu, série télévisée de Jean Laviron – Apparaît dans l'épisode le Chat de Brest : (?)
- 1968 : Ambroise Paré, la défaite (télévision), d'Éric Le Hung : Vialot, le barbier
- 1968 : Les Dossiers de l'Agence O, série télévisée en 13 épisodes de Jean Salvy et Marc Simenon : L'inspecteur Bichon. Apparaît dans les épisodes 1 (le Prisonnier de Lagny), 4 (la Cage d'Émile), 5 (le Docteur Tant-pis), 7 (l'Étrangleur de Montigny) et 10 (l'Arrestation du musicien).
- 1969 : Un merveilleux parfum d'oseille, de Rinaldo Bassi : Guillaume de Kerfuntel
- 1969 : Jacquou le Croquant, feuilleton télévisé en 6 épisodes de 90 min, de Stellio Lorenzi : La Ramée
- 1969 : La Honte de la famille, de Richard Balducci : Murato/le commissaire
- 1969 : Sainte Jeanne de Claude Loursais, téléfilm diffusé en deux parties, adapté de la pièce éponyme de George Bernard Shaw : La Trémoille

### Années 1970
- 1970 : Le Fauteuil hanté, réalisé par Pierre Bureau : Raymond de la Beyssière
- 1970 : Les Novices, de Guy Casaril : Le vieux client sadique
- 1971 : Jeunes Filles bien sous tous rapports (Das Bumsfidele Internat), de Norbert Terry : Le professeur Tissot
- 1971 : Quentin Durward, feuilleton télévisé de Gilles Grangier : Sir Ludovic Lesly
- 1971 : Mais qui donc m'a fait ce bébé ?, de Michel Gérard : M. Marchand
- 1972 : Le Viager, de Pierre Tchernia : Le grand-père Galipeau

## Théâtrographie
- 1893 : Le Bossu de Paul Féval - (dans la troupe de théâtre de ses parents) - Aurore de Nevers
- 1897 : Les Deux Gosses de Pierre Decourcelle - (dans la troupe de théâtre de ses parents) - Fanfan
- 1920 : Mon Homme d'André Picard et Francis Carco - Théâtre de la Renaissance - Le journaliste
- 1921 : Le Caducée d'André Pascal, Théâtre de la Renaissance, Théâtre du Gymnase - Vernet
- 1923 : Le Masque de fer de Maurice Rostand, Théâtre Mogador - Lauzun
- 19?? : Princesse Isabelle de Maurice Maeterlinck - Théâtre de la Renaissance -
- 19?? : Miss Ba de Rudolf Besier - Théâtre de la Renaissance -
- 19?? : Le Mur d'argent - Théâtre de la Renaissance -
- 19?? : Normandie - Théâtre des Bouffes-Parisiens -
- 19?? à 1934 : Tournées Charles Baret, Dermoz-Monteaux, Rolland Sergenc, en Amérique du Sud, Grèce, Turquie, Égypte
- 19?? : La Passion - tournée en province - Jésus Christ
- 1937 : Le Train de 8h47 de Georges Courteline, Théâtre du Palais-Royal, du 22/12/36 au 31/01/1937
- 1937 : Bizons les dames, Théâtre du Palais-Royal, du 21/12/1937 au 29/05/1938 - Robinson
- 1938 : Ma femme est timbrée, Théâtre du Palais-Royal
- 1939 : Je veux être une star, Théâtre du Palais-Royal
- 1939 : La Poule et le chasseur de Jean de Létraz, Théâtre du Palais-Royal, du 18/05 au 21/11/1939 - Aristide
- 1939 : La Vénus de l'îlot de Pierre Veber, Théâtre du Palais-Royal, du 23/11/1939 au 28/01/1940 - Capulet
- 1940 : Permission de détente d'Yves Mirande, Théâtre du Palais-Royal, du 02/02/1940 au 14/05/1940 - Le boucher
- 1940 : La Merveilleuse Journée d'Yves Mirande, Théâtre du Palais-Royal, du 03/09/1940 au 20/10/1940
- 1940 : Madame est avec moi, Théâtre du Palais-Royal, de Septembre 1940 au 19/01/1941
- 1941 : Moune et ses amis, Théâtre du Palais-Royal
- 1941 : Saisissez-moi d'Yves Mirande et Gustave Quinson, Théâtre du Palais-Royal
- 1942 : La Foire aux sentiments de Roger Ferdinand, Théâtre Saint-Georges
- 1942 : N'écoutez pas Mesdames de Sacha Guitry, Théâtre de la Madeleine, plus de 600 représentations à partir du 22/05/1942 - Un commissionnaire
- 1943 : À la gloire d'Antoine de Sacha Guitry, Théâtre Antoine
- 1943 : Le Monsieur de cinq heures de Pierre Veber et Maurice Hennequin, mise en scène Roland Armontel, Théâtre de Paris - 568 représentations
- 1948 : Ferrailles à vendre ou "Voyage à New-York" de Garson Kanin, Théâtre des Ambassadeurs, mise en scène Henri Bernstein. Première le 09/04/1948 - Brok
- 1950 : La neige était sale de Frédéric Dard d'après Georges Simenon, mise en scène Raymond Rouleau, Théâtre de l'Œuvre. Première le 12/12/1950
- 1951 : Le Sabre de mon père de Roger Vitrac, mise en scène Pierre Dux, Théâtre de Paris - Boussu
- 1952 : Many de Roger Vitrac, mise en scène Pierre Dux, Théâtre de Paris
- 1952 : Jehanne, mise en scène Yves Robert, Comédie Caumartin, - 17 représentations.
- 1952 : N'écoutez pas Mesdames de Sacha Guitry, mise en scène Pierre Dux, Théâtre des Variétés, du 02/10/1952 au 05/01/1953 - Un commissionnaire
- 1955 : Pygmalion de George Bernard Shaw, mise en scène Jean Marais, Théâtre des Bouffes-Parisiens
- 1960 : Les Ambassades d'André-Paul Antoine et Jean-Pierre Dorian, d'après le roman de Roger Peyrefitte, mise en scène André Barsacq, Théâtre des Bouffes-Parisiens, Le colonel Grondin
- 1962 : N'écoutez pas Mesdames de Sacha Guitry, mise en scène Jacques Mauclair, Théâtre de la Madeleine
- 1964 : Un homme comblé de Jacques Deval, Théâtre des Variétés, du 21/02/1964 au 19/09/1964
- 1967 : L'Ascension du général Fitz de Peter Ustinov, mise en scène Pierre Dux, Théâtre des Ambassadeurs, du 21/02/1967 au 19/09/1967

## Discographie, enregistrements
- Napoléon Bonaparte raconté par un grognard de la vieille garde, enregistré avec la compagnie Claude Vernick et publié en deux disques, Bonaparte puis Napoléon. Réédité chez Eponymes, 2012.